# Arilus carinatus
Arilus carinatus är en insektsart som först beskrevs av Forster 1771.  Arilus carinatus ingår i släktet Arilus och familjen rovskinnbaggar. Inga underarter finns listade i Catalogue of Life.